# Semyon Nomokonov

Xạ thủ bắn tỉa Semyon Nomokonov

Semyon Danilovich Nomokonov (tiếng Nga: Семён Данилович Номоконов; sinh ngày 12 tháng 8 năm 1900 – mất ngày 15 tháng 7 năm 1973) là một tay súng bắn tỉa của Liên Xô trong Thế chiến thứ hai, ông là người Anh hùng Liên Xô được ghi nhận thành tích với 367 lần tiêu diệt địch (có thông tin khác cho rằng ông có đến 368-369 lần tiêu diệt địch). Ông được kẻ thù đặt biệt danh là "Pháp sư rừng Taiga" (Taiga Shaman). 

## Cuộc đời
Nomokonov sinh ra tại khu định cư Delyun ở Zabaykalsky Krai thuộc Nga (sau đó là Đế quốc Nga), trong một gia đình thợ săn nghèo và từ nhỏ đã sống ở trong những khu rừng Taiga. Nomokonov lần đầu tiên sử dụng súng trường vào năm 7 tuổi khi ông ấy đi săn chồn zibelin, nai Mãn Châu và nai sừng xám và được đặt biệt danh là Mắt diều hâu (Eye of the Kite). Nomokonov làm lễ rửa tội vào tuổi 15 và nhận cái tên là Semyon. Năm 1928, Nomokonov chuyển đến khu định cư Nizhny Stan ở Quận Shilkinsky của Nga. Ông tiếp tục đi săn và cũng hành nghề thợ mộc. Nomokonov bắt đầu thực hiện nghĩa vụ quân sự vào tháng 8 năm 1941, ban đầu ông phục vụ trong một trang trại tự cung tự cấp của một trung đoàn. Rồi ông làm nạng cho những người bị thương. Nomokonov tình cờ trở thành một tay xạ thủ bắn tỉa. 
Vào mùa thu năm 1941, ông đang sơ tán một trong những người bị thương thì nhận thấy một gã người Đức đang nhắm vào mình. Nomokonov đã giết gã bằng chính khẩu súng trường của mình. Theo một giai thoại khác, vào tháng 10 năm 1941, Nomokonov nhận được một khẩu súng trường và quyết định thử nghiệm nó. Để tránh lãng phí đạn, Nomokonov đã thử khẩu súng trường với một người Đức đang đi xuống dọc theo bờ hồ có nhiều cây cối rậm rạp. Sau đó Nomokonov được chuyển sang trung đội bắn tỉa. Ông bắt đầu bắn tỉa từ khẩu súng trường Mosin–Nagant mà không có ống ngắm. Trong chiến tranh, Nomokonov đã chiến đấu tại Valdai Heights, Karelian Isthmus, Ukraine, Lithuania, Đông Phổ và sau đó ở Mãn Châu. Ban đầu, ông ta đánh dấu số lần tiêu diệt địch trên ống hút thuốc của mình. Nomokonov bị thương tám lần và bị chấn thương do vụ nổ hai lần. Là huấn luyện viên bắn tỉa, Nomokonov đã huấn luyện hơn 150 binh sĩ. 
Sau cuộc chiến, Nomokonov cưỡi ngựa trở về nhà. Ông sống cuộc sống bình dị bằng việc tiếp tục hành nghề mộc ở Nizhny Stan, nhưng sau đó chuyển đến khu định cư Zugalay, nơi các con trai lớn của ông đang sinh sống. Ông xây nhà và tiếp tục đi săn trong thời gian rảnh rỗi sau này. Vào mùa thu năm 1945, Nomokonov nhận được một con ngựa, ống nhòm và một khẩu súng trường số 24638 để thực hiện nghĩa vụ quân sự của mình. Theo con gái của Nomokonov là Zoya Babuyeva thì ông là một người ít nói và không thích nói nhiều về chiến tranh. Nomokonov mất ở Zugalay và được chôn cất ở đó. Nhà thơ Vasily Lebedev-Kumach đã dành một bài thơ cho ông ấy. Nomokonov để lại 9 người con và 49 đứa cháu.